# Ariadhoo
Ariadhoo (Divehi : އަރިއަދޫ) est une petite île inhabitée des Maldives. C'est une île privée. Elle a eu une plus grande importance qu'actuellement, ayant donné son nom à l'atoll. On y retrouve divers sites anciens bouddhistes et indous.

## Géographie
Ariadhoo est située dans le centre des Maldives, au Sud-Est de l'atoll Ari, dans la subdivision de Alif Dhaal. Elle se trouve à environ 110 km de la capitale Malé.